# Xiajia
Xiajia (kinesiska: 下甲乡, 下甲) är en socken i Kina. Den ligger i den autonoma regionen Guangxi, i den södra delen av landet, omkring 240 kilometer nordväst om regionhuvudstaden Nanning. Antalet invånare är 19126. Befolkningen består av 9 225 kvinnor och 9 901 män. Barn under 15 år utgör 23,0 %, vuxna 15-64 år 67 %, och äldre över 65 år 8,0 %.
Genomsnittlig årsnederbörd är 1 609 millimeter. Den regnigaste månaden är juni, med i genomsnitt 346 mm nederbörd, och den torraste är februari, med 25 mm nederbörd.